# 마데노코지 사다코
마데노코지 사다코(일본어: 万里小路 貞子 までのこうじ さだこ[*], 에이쇼 7년 (1510년)? - 몰년 미상)은 무로마치 시대 후기부터 센고쿠 시대에 걸쳐 살은 여성이다. 스오우의 센고쿠 다이묘・오우치 요시타카의 정실이다. 혼죠츄님(本女中様)이라고 불렸다  .

## 생애
교토의 공경인 마데노코지 히데후사의 딸이다. 다이에이 4년 (1524년) 무렵에 15세의 나이로 요시타카의 정실이 되었다. 성격은 이지적이고 성격이 강하고, 현부인(賢婦人)과 같았다고 한다. 그러나 성격이 센 탓인지, 요시타카와의 부부 생활은 원만하지 않았다. 그것을 나타내는 일화로서 요시타카가 사통한 여성에게 연서를 보냈을 때, 시녀가 실수하고 사다코에게 그 연서를 건네주었고, 사다코는 사통한 여성과 요시타카에게 각각 자신의 우타를 보내 그 행위를 비판했다 (『모리 모토나리 야마구치 하향 향응기』).
아이가 생기지 않았기 때문에 요시타카의 총애를 잃고, 요시타카는 사다코를 섬기고 있던 시녀 오사이를 총애했다. 이윽고 오사이와 요시타카의 사이에 적자 요시타카가 태어나자, 요시타카와의 부부 관계는 완전히 파탄나고, 사다코는 이혼해 교토에 돌아오고, 그 후의 자세한 것은 알려지지 않았다. 이 이혼이 요시타카의 의지에 의한 것인지, 사다코의 의지에 의한 것인지는 알려지지 않았지만, 당시에는 다이묘가 측실이나 첩을 얻는 것은 상식이지만, 이혼은 비정상적인 일로, 사다코의 강인함과 타이네이지의 변의 원인을 이룬 사례로 주목된다.

## 참고 문헌
- 福尾猛市郎 (1989). 《大内義隆》. 人物叢書. 吉川弘文館. ISBN 4-642-05173-2. 다음 글자 무시됨: ‘和書’ (도움말)